# 陳大科
陳大科（1534年—1601年），字思進，號如岡，直隸揚州府通州人，民籍，明朝政治人物，官至兩廣總督。

## 生平
嘉靖三十七年（1558年）戊午科應天府鄉試第一百三十一名。隆慶五年（1571年）辛未科進士。兵部觀政，初任河南府推官，萬曆二年（1574年）丁父忧，服阕，萬曆五年復除紹興府推官，萬曆八年考满行取，丁母朱淑人憂。服除，萬曆十一年（1583年）八月選授吏科給事中，因岁旱，上陳“弭灾六事”。十三年升礼科右，七月与吏部主事邹观光为河南乡试考试官，以慈宁宫修成，十二月升通政司右参议，十六年七月升太僕寺少卿，十七年八月升太常寺少卿提督四夷馆，十八年迁右通政，六月升光禄寺卿，十九年七月升太常寺卿，疏救李献可等，又弹劾太监冯保，有直声。萬曆二十年（1592年）十月累官至都察院右副都御史、巡抚广西，二十二年十月升兵部右侍郎兼右佥都御史，次年總督兩廣，以剿平峒贼升一级，定安南之乱有功，复赏金绮。叙府江平定獞猺功，赏如前。二十六年四月加右都御史銜，七月被南京刑部主事欧阳东凤弹劾，回籍听勘。二十八年九月令致仕，二十九年卒，年六十八。追叙海南平黎功，赠兵部尚书，赐祭葬。有文集二卷。

## 家族
曾祖父陳純德，贈通議大夫工部右侍郎兼都察院右僉督御史；祖父陳尚忠，累贈通議大夫工部右侍郎兼都察院右僉都御史；父陳堯，號梧岡，刑部左侍郎。母朱氏（封淑人）。重庆下。兄大震（监生）、陈大壮（知府）。弟大益、大乾、大器、大升。